# Olive Hill
Olive Hill è un comune degli Stati Uniti d'America, situato nello Stato del Kentucky, nella contea di Carter.